# BRIsat
O BRIsat é um satélite de comunicação geoestacionário indonésio para fins bancários que foi construído pela Space Systems/Loral (SS/L). Ele está localizado na posição orbital de 150,5 graus de longitude leste e será é pelo Bank Rakyat Indonesia (BRI). O satélite foi baseado na plataforma SSL-1300 e tem uma expectativa de vida útil de 15 anos.

## História
O Bank Rakyat Indonesia da Indonésia assinou um memorando de entendimento com a Space Systems/Loral (SS/L) dos Estados Unidos e com a Arianespace da França em abril de 2014 para a construção e lançamento do satélite BRIsat para cobrir áreas na Indonésia, ASEAN, nordeste da Ásia, alguma área do Pacífico e Austrália Ocidental. A partir de sua posição orbital de 150,5 graus leste, para oferecer serviços de comunicação altamente confiáveis para 11 mil agências bancárias do BRI em todo o arquipélago indonésio.

## Lançamento
O satélite foi lançado com sucesso ao espaço em 18 de junho de 2016, às 21:38 UTC, por meio de um veículo Ariane 5 ECA a partir do Centro Espacial de Kourou, na Guiana Francesa, juntamente com o satélite EchoStar XVIII. Ele tinha uma massa de lançamento de 3500 kg.

## Capacidade e cobertura
O BRIsat está equipado com 36 transponders em banda C e 9 em banda Ku para fornecer comunicações via satélite para a Indonésia, ASEAN, nordeste da Ásia, alguma área do Pacífico e Austrália Ocidental.